# Convento de Consolación (Utrera)
El Santuario de Nuestra Señora de Consolación fue fundado en el siglo XVI en Utrera, provincia de Sevilla (Andalucía, España). Era de la Orden de los Mínimos de San Francisco de Paula. Fue desamortizado en el siglo XIX. La iglesia del convento es el santuario de Nuestra Señora de Consolación coronada.

## Santuario de Consolación
El santuario es la iglesia del convento fundado en el siglo XVI. La mayor parte del templo fue realizada en el primer tercio del siglo XVII. Es de una sola nave, con un amplio crucero y una capilla mayor cuadrada. A los pies de la iglesia se encuentra la portada principal. A cada lado de la portada hay una pareja de columnas y, en intercolumnio, hay estatuas de obispos realizadas en 1635 por Alonso Álvarez de Albarrán. En el frontispicio hay azulejos santos flanqueando a la Virgen de Consolación.
El interior está cubierto de techos de madera con lacerías mudéjares, posiblemente realizadas por Gregorio Tirado en 1578. El retablo mayor es del siglo XVIII y es atribuido a José de la Barreda. Tiene cuatro grandes columnas salomónicas. En el centro se encuentra la Virgen de Consolación. Tiene relieves de la Anunciación, la Visitación y santos de la Orden de San Francisco de Paula. En los laterales del presbiterio hay dos lienzos del siglo XVII que representan la Dormición de la Virgen y el Traslado del Cuerpo de la Virgen. En uno de los brazos del crucero hay un retablo con el Cristo del Perdón, en el centro, así como la Virgen, San Pedro, San Pablo, San Antonio de Padua y la Trinidad. En el otro de los brazos del crucero hay un retablo con San Francisco de Paula, en el centro, así como San Juan Bautista y los arcángeles San Miguel y San Rafael.
En los muros de la nave hay lienzos del siglo XVII de un discípulo de Murillo y representan escenas de la vida de la Virgen.
A los pies del templo hay dos columnas de mármol blanco que sostienen un techo de madera con decoración mudéjar. En la parte superior se encuentra el coro, que tiene una reja de madera del segundo cuarto del siglo XVII y una sillería de 48 asientos realizada a principios del siglo XVIII.
En el centro de la sacristía hay una gran mesa de mármol rosa realizada por Juan Mariscal en 1745. La sacristía está decorada con pinturas murales del siglo XVIII. Alberga cuadros con el Apostolado de principios del siglo XVIII, un cuadro con la Adoración de los Pastores del siglo XVII y un cuadro con Jesús Camino del Calvario del siglo XVII firmado por un autor llamado Alexander.

## Historia

### Ermita
Según una historia (posiblemente con elementos de leyenda) narrada en 1619 por el superior de los mínimos de este convento utrerano, Diego Guzmán, en 1490 una mujer, de nombre desconocido, decidió emparedarse en su casa de Sevilla con otras mujeres. En la epidemia de peste de 1507 murieron todas las mujeres menos ella, que decidió irse a vivir a casa de su hija en Utrera, Marina Ruiz. Esta mujer trajo a Utrera una imagen de la Virgen de Consolación y dispuso en su testamento que esta fuese llevada a un beaterío que había en una casa de la calle Vereda de Yepes, que posteriormente pasó a ser el monasterio de la Antigua.
En 1520 un hombre que había sido criado de esta mujer en Utrera, Antonio Barreda, se vistió con hábito de ermitaño y se fue a Roma para obtener una licencia para una ermita. Tras obtener la licencia otros varones se le unieron para vivir como ermitaños en ese lugar, que se encontraba a un cuarto de legua del núcleo de población. Antonio Barrera dejó de ser el superior de la ermita y falleció en 1554. El siguiente superior sustituyó entre 1552 y 1553, con licencia de un visitador del arzobispado, un cuadro de la Virgen María por una escultura de la misma que había sido donada por la madre de Marina Ruiz al beaterío de la Antigua.
En esta ermita se celebraba una festividad en honor de la Virgen María el día de la Encarnación, el 25 de marzo.
En 1556 la Orden del Carmen decidió fundar un convento en Utrera y el arzobispado les concedió esta ermita, desconociéndose qué fue de los ermitaños. Hacia 1557 los carmelitas se trasladaron a otro lugar, dentro del pueblo, por encontrarse este templo muy lejos de la población. El convento del Carmen fue desamortizado en el siglo XIX y en 1881 se instaló en ese lugar el Colegio Salesiano de Nuestra Señora del Carmen de Utrera. Fue fundado por seis salesianos enviados por san Juan Bosco y fue el primer colegio de esta orden en España.
Hacia 1557 la ermita quedó abandonada y una mujer de Utrera, Beatriz Álvarez, se llevó la imagen de la Virgen de Consolación a su casa para que estuviera bien cuidada y la tuvo 22 meses. Tras esto, el templo fue ocupado por otro ermitaño y Beatriz, tras comunicárselo a un vicario, entregó la imagen de nuevo al templo. Este ermitaño fue sucedido por otros hasta que, en 1560, llegó a la ermita un portugués llamado Antonio de Santa María, que había sido novicio lego de la Orden de los Mínimos de San Francisco de Paula durante once meses en el convento de la Victoria de Écija, no llegando a ordenarse como fraile. Encontrándose este hombre a cargo del templo, empezaron a tener lugar una serie de milagros de la Virgen de Consolación. La ermita empezó a estar frecuentada por clérigos seculares, que oficiaban misas en la misma. Enterados los carmelitas de los milagros que estaban teniendo lugar le dijeron a Antonio de Santa María que se marchase para hacerse cargo ellos del templo, pero este se negó y finalmente siguió al cargo con los clérigos que le acompañaban.

### Convento

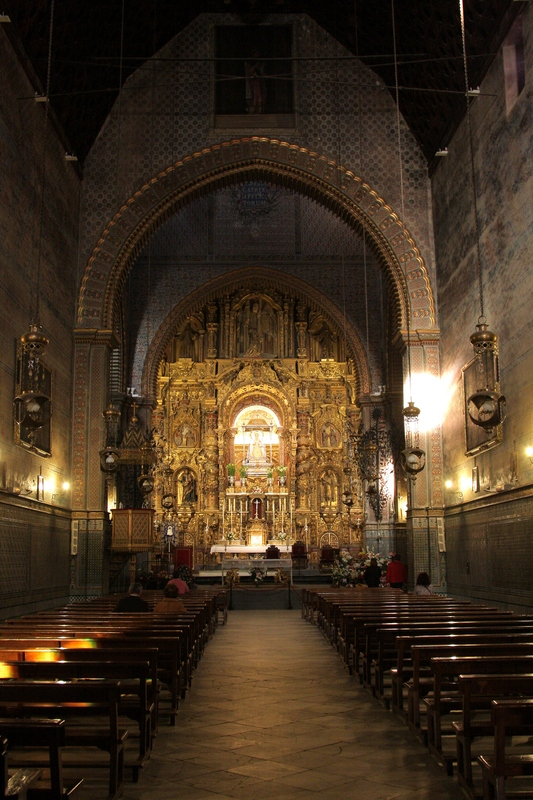
Interior del santuario de Nuestra Señora de Consolación.

El ermitaño Antonio de Santa María se puso en contacto con Pedro de Melgar, provincial de la Orden de los Mínimos de San Francisco de Paula en Andalucía, para fundar un convento en este lugar. Para ello, solicitaron su apoyo al capitán Luis de Morales, devoto y feligrés de la ermita. También solicitaron al clérigo Francisco de la Cruz que hablase con María de la Cueva, viuda del IV conde de Ureña y camarera mayor de la reina Isabel de la Paz, para que la reina le solicitase al arzobispo de Sevilla la cesión de esta ermita a los mínimos. La reina escribió al arzobispo Fernando de Valdés y Salas para que entregase esta ermita a los mínimos. El arzobispo pidió información al provisor Juan de Ovando y Godoy sobre la ermita. Tras conocer el asunto, envió al provisor para que acordarse la fundación con esa orden. El convento se fundó en 1561.
Gonzalo Fernández de Córdoba y Fernández de Córdoba, III duque de Sessa, donó al convento un cofre de plata; Pedro Téllez-Girón y de la Cueva, I duque de Osuna, donó 100 fanegas de trigo y otros objetos; Alonso Pérez de Guzmán, VII duque de Medina Sidonia, donó al convento 20 barriles de atún todos los años; Luis Cristóbal Ponce de León, II duque de Arcos, donó una estatua de plata de un hombre y una lámpara con una renta para que siempre pudiera estar encendida; Diego Fernández de Córdoba, I marqués de Comares, donó 200 fanegas de trigo. También hicieron donaciones los duques de Béjar y de Alcalá. En 1565 Alonso Luis Fernández de Lugo, adelantado mayor de Canarias, tuvo el patronazgo de la capilla mayor a cambio de una cantidad de ducados. Entre 1568 y 1578 la comunidad recibió muchas donaciones de Pedro de Arriarán, mercader vasco asentado en Sevilla, para la construcción y el adorno del convento y de su iglesia. El 1 de octubre de 1579 Rodrigo de Salinas, vecino de Sevilla, donó una nao de oro para que fuese lucida por la Virgen.
El convento tuvo un noviciado y una cátedra de Artes (filosofía). El noviciado se cerró en 1750.
En el siglo XVII el patrón de la capilla mayor pasó a ser Gaspar de Guzmán, el conde-duque de Olivares. Gracias al conde-duque, el convento obtuvo el privilegio de Felipe IV de vender estampas con la Virgen de Consolación. También gracias al conde-duque, el convento obtuvo una prestamera (parte de los diezmos) de la villa de Novés, archidiócesis de Toledo. Esto se obtuvo gracias a una carta de Felipe IV al papa Urbano VIII en 1624 para otorgarle beneficios eclesiásticos al Colegio de Santa María de Jesús de Sevilla y al convento de Consolación de Utrera, lo que fue aprobado por el pontífice.
Entre 1808 y 1809, durante la Guerra de la Independencia Española, el general Castaños usó este convento como hospital. Un año después consta que el convento contaba con 14 frailes ordenados. En 1810 la localidad fue invadida por los franceses, que exclaustraron el convento. La Virgen de Consolación fue trasladada a la iglesia parroquial de Santa María de la Mesa. Los frailes regresaron al convento en 1813. La Virgen de Consolación y otras imágenes regresaron al convento.
En 1820 en el convento, que tenía capacidad para 80 religiosos, residían 5 sacerdotes y otros 7 religiosos profesos. El convento fue desamortizado en 1835. El convento fue usado en un primer momento como prisión para prófugos que habían huido de las reclutas militares. En 1837 la Junta de Enajenación de Edificios y Efectos de Conventos Suprimidos solicitó al cabildo de Utrera las campanas del convento, que fueron confiscadas.
En 1841 la Hermandad de Jesús Nazareno de Utrera, con otros vecinos de la localidad, solicitaron y obtuvieron la autorización del cabildo para volver a realizar la procesión en honor a la Virgen de Consolación. En 1842 constituyeron una hermandad para la conservación del santuario.
La Virgen de Consolación es la patrona de Utrera. La imagen es de autor anónimo del siglo XIV. Fue coronada canónicamente en 1964.